# Десять зелёных бутылок
«Десять зелёных бутылок» (англ. Ten Green Bottles), иногда просто «Десять бутылок» — популярная английская детская песня, которую обычно поют в длинных поездках, чтобы «убить время» (отвлечься от скуки). В США известен также более длинный вариант — «99 бутылок пива» (англ. 99 Bottles of Beer) или любого другого напитка, иногда просто «99 бутылок».

## Текст
Традиционный английский текст:
Ten green bottles standing on a wall,
Ten green bottles standing on a wall,
And if one green bottle should accidentally fall,
There’ll be nine green bottles standing on a wall.
Один из вариантов русского перевода:
Десять бутылок стояло на стене,
Десять бутылок стояло на стене,
Одна из них упала,
Осталось только девять.

## Культурное влияние
- Во время Второй мировой войны, в период битвы за Британию, также получил распространение вариант «10 немецких бомбардировщиков» (англ. Ten German Bombers), которых последовательно сбивали Королевские ВВС.
- Текст песни часто используется при обучении программистов технике работы с циклами.
- Вариант «Десять рюмок водки» (коньяка, пива) может исполняться на студенческих вечеринках вместе с соответствующим процессом употребления спиртных напитков.
- Одна из серий мультсериала «Масяня» (часть «Музыкально-пародийное безобразие», серия 2) называется «10 дохлых енотов» с соответствующим вариантом текста на музыку «Die Toten Hosen»[1].
- Стишок, созданный по аналогичной схеме, использован в романе Агаты Кристи «Десять негритят» и его экранизации.
- В игре GTA: San Andreas недалеко от дома главного героя есть бар «Ten green bottles».
- Детский поэт Андрей Усачёв написал на основе песни другой вариант — «Десять лунатиков», которые живут на Луне, ворочаются во сне, а потом по одному падают с Луны во сне.
- В романе Алистера Маклина «Корабль его величества „Улисс“» командовавший конвоем адмирал напевает «Десять бутылок висят на стене», подсчитывая потери конвоя[2].
- В серии Симпсонов «The Old Man and The „C“ Student» Гомер избавляется от огромного количества самодельных символов не состоявшейся в Спрингфилде Олимпиады — пружинок — спуская их в унитаз, исполняя вариант «(Число) пружин пошли купаться в море, одна из них утопла».
- В сериале «Твинисы» поётся про «10 сосисок».
- В мультфильме «Сказочная Русь» есть серия (5 сезон, 41 серия), которая имеет название «Десять депутят». Она создана по мотивам романа Агаты Кристи «Десять негритят»